# سالم المسلاتی
سالم المسلاتی (انگلیسی: Salem Elmslaty؛ زادهٔ ۳۱ اکتبر ۱۹۹۲) بازیکن فوتبال اهل لیبی است.
وی همچنین در تیم ملی فوتبال لیبی بازی کرده‌است.